# Revolución liberal de 1842

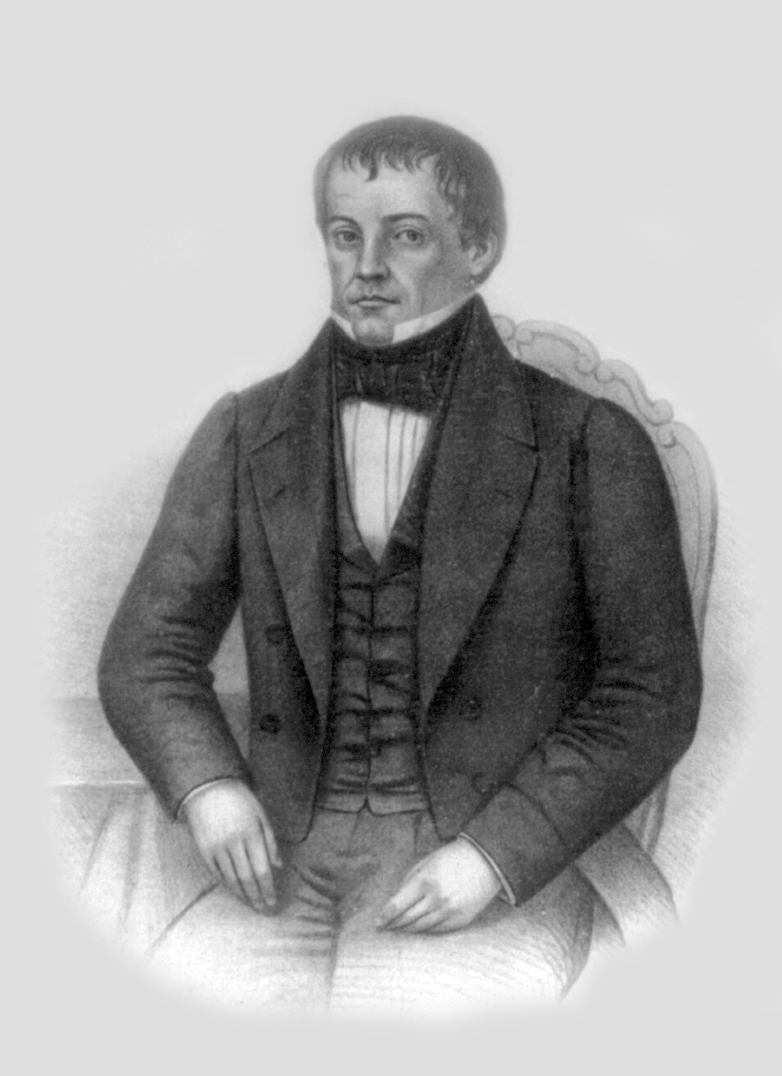
Diogo Antônio Feijó (1784-1843), un sacerdote católico y estadista brasileño.

La Revolución liberal de 1842 (en portugués: Revolução Liberal de 1842) fueron dos movimientos liberales sucedidos en el Imperio del Brasil.

## Antecedentes
Cuando el emperador Pedro II asumió el trono en 1840 las rebeliones de los balaiados y farrapos no habían sido sometidas aún. 
El Consejo de Ministros estaba dominado por conservadores que llevaron a cabo reformas en 1841 que llevaron a una agitación social contra su centralismo incentivadas por los liberales. Ante el clima de anarquía el gobierno imperial intentó llevar a cabo reformas con las que dejar contentos a los liberales pero estas fueron bloqueadas por los conservadores que empezaron a exigir que se impusiera el orden contra los revoltosos. 
Finalmente ante la represión gubernamental en la ciudad paulista de Sorocaba se alzó el brigadier Rafael Tobias de Aguiar (1795-1857), quien había precedido la provincia dos veces antes (1831-1835 y 1840-1841) y que era muy popular, en la mañana del 17 de mayo de 1842. El movimiento revolucionario se expandió rápidamente por toda la provincia, sobre todo el interior como Itu, Faxina (Itapeva), Porto Feliz, Itapetininga e Capivari, y a Minas Gerais.

## Revolución en São Paulo
Aquel mismo día Tobias de Aguiar ocupó el Ayuntamiento de la ciudad y fue proclamado presidente interino de la provincia y la ciudad su capital provisional, nombró sus oficiales y declaró nulas las leyes de los conservadores. Tras esto organizó la Columna Libertadora compuesta por 1.500 y marchó hacia São Paulo para derrocar al Presidente de la provincia, José da Costa Carvalho, barón de Monte Alegre. El senador y sacerdote Diogo Antônio Feijó les dio su apoyo y se ocupó del gobierno de la zona mientras el general iba de campaña.
Pero Monte Alegre reaccionó rápido y solicitó ayuda al ministro de guerra, José Clemente Pereira, quien envió al general de brigada Luis Alves de Lima e Silva, marqués de Caxias, al mando de la policía de Río de Janeiro y tropas de la Corte imperial, 8.000 hombres, quien parte de la capital por mar y llega al puerto de Santos el 21 de mayo y poco después a São Paulo.
Las fuerzas libraron escaramuzas en Campinas y en la batalla de Venda Grande (7 de junio) los rebeldes comandados por el capitán Antônio Manuel Teixeira fueron aplastados y su comandante muerto. Caxias se dedicó entonces a perseguir a los vencidos. El día 13 el general Tobias fue capturado a orillas del río Barueri mientras intentaba dirigirse a Río Grande del Sur. El 20 cayó Sorocaba y Feijó fue arrestado. Tanto el sacerdote como el brigadier fueron enviados a Río de Janeiro. 
Tras ocho días lanza una campaña contra los demás focos rebeldes y para el 8 de julio con la región en paz decide volver a Río de Janeiro.

## Revolución en Minas Gerais
En la provincia de Minas Gerais estalló la rebelión el 10 de junio en Barbacena que fue escogida como sede del gobierno revolucionario. Se proclamó a José Feliciano Pinto Coelho da Cunha (después barón de Cocais) como Presidente de la provincia. Entre el 4 y 26 de julio unos 1.300 rebeldes al mando del coronel Antônio Nunes Galvão fueron vencidos tras la sangrienta batalla de Queluz (actual Conselheiro Lafaiete) frente a 700 soldados gubernamentales dirigidos por los coroneles Manoel Alves de Toledo Ribas y Manoel Carlos de Gusmão. El primer día de batalla los rebeldes toman el pueblo y se atrincheran en él. Rechazan un primer ataque de las tropas imperiales el 15 de julio pero son expulsados el 26 y cuando intentan recuperarlo son repelidos con más de 50 muertos y 200 prisioneros.
Caxias, que volvía victorioso de São Paulo a la capital imperial, fue enviado con tropas a someter a los liberales el 6 de agosto. Los rebeldes consiguen una victoria en Lagoa Santa bajo el mando de Teófilo Otoni pero Caxias reorganiza sus fuerzas en Santa Luzia, decide lanzar una ofensiva con tres columnas independientes, una bajo su mando personal, otra comandada por su hermano José Joaquim de Lima e Silva Sobrinho y la última por el teniente coronel Ataídes. La columna de Caxias es acosada por los rebeldes en constantes escaramuzas e inmovilizada por no conocer el terreno pero la de su hermano toma Barbacena el 20 de agosto, finalizando la revuelta.
Los jefes rebeldes, entre ellos Teófilo Ottoni y Camilo Maria Ferreira Armond (conde de Prados), fueron encarcelados y enviados a prisiones en Ouro Preto y en Barbacena. 

## Amnistía
En 1844 el emperador dio la amnistía a los antiguos rebeldes involucrados y permitió ese mismo año el ingreso de liberales en su Consejo de Ministros. 